# Молодіжний чемпіонат Південної Америки з футболу 2009
Молодіжний чемпіонат Південної Америки з футболу 2009 року (ісп. CONMEBOL Sudamericano Sub-20 2009) — 24-ий розіграш молодіжного чемпіонату Південної Америки з футболу, який проходив під егідою КОНМЕБОЛ у Венесуелі з 19 січня по 8 лютого 2009 року. Спочатку турнір мав пройти у Перу, але після санкцій ФІФА його перенесли до Венесуели.
Турнір паралельно служив кваліфікацією для молодіжного чемпіонату світу 2009 року і Бразилія, Парагвай, Уругвай та Венесуела, які посіли перші чотири місця, кваліфікувались на «мундіаль».

## Команди
Усі десять молодіжних збірних, що входять до КОНМЕБОЛ, взяли участь у турнірі.
| Збірна                    | Участей | Найкращий результат                  |
| ------------------------- | ------- | ------------------------------------ |
| Аргентина                 | 22      | Чемпіонство (4 рази, востаннє 2003)  |
| Болівія                   | 19      | 4 місце (2 рази, востаннє 1983)      |
| Бразилія (діючий чемпіон) | 23      | Чемпіонство (9 разів, востаннє 2007) |
| Венесуела (господар)      | 20      | 3 місце (1 раз, 1954)                |
| Еквадор                   | 19      | 4 місце (2 рази, востаннє 1995)      |
| Колумбія                  | 22      | Чемпіонство (2 рази, востаннє 2005)  |
| Парагвай                  | 22      | Чемпіонство (1 раз, 1971)            |
| Перу                      | 23      | 4 місце (2 рази, востаннє 1971)      |
| Уругвай                   | 23      | Чемпіонство (7 разів, востаннє 1981) |
| Чилі                      | 24      | 2 місце (1 раз, 1975)                |

## Стадіони
| Матурін                | Матурін Сьюдад-Гуаяна Пуерто-ла-Крус |
| ---------------------- | ------------------------------------ |
| Монументаль де Матурін | Матурін Сьюдад-Гуаяна Пуерто-ла-Крус |
| Місткість: 52 000      | Матурін Сьюдад-Гуаяна Пуерто-ла-Крус |
|                        | Матурін Сьюдад-Гуаяна Пуерто-ла-Крус |
| Сьюдад-Гуаяна          | Матурін Сьюдад-Гуаяна Пуерто-ла-Крус |
| Качамай                | Матурін Сьюдад-Гуаяна Пуерто-ла-Крус |
| Місткість: 41 600      | Матурін Сьюдад-Гуаяна Пуерто-ла-Крус |
|                        | Матурін Сьюдад-Гуаяна Пуерто-ла-Крус |
| Пуерто-ла-Крус         | Матурін Сьюдад-Гуаяна Пуерто-ла-Крус |
| Хосе Антоніо Ансоатегі | Матурін Сьюдад-Гуаяна Пуерто-ла-Крус |
| Місткість: 40 000      | Матурін Сьюдад-Гуаяна Пуерто-ла-Крус |
|                        | Матурін Сьюдад-Гуаяна Пуерто-ла-Крус |

## Склади
Кожна команда мала зареєструвати заявку з 20 гравців (двоє з яких повинні бути воротарями).

## Формат
Чемпіонат проходив у два групові етапи. На першому 10 команд розділені на дві групи по п'ять збірних та грають по матчу один з одним. По три найкращі команди проходять у другий етап, у якому збірні знову грають по матчу одна з одною і таким чином виявляють призерів.

## Перший етап

### Група A
| Збірна    | І | В | Н | П | ГЗ | ГП | РГ | О |
| --------- | - | - | - | - | -- | -- | -- | - |
| Венесуела | 4 | 1 | 3 | 0 | 5  | 3  | +2 | 6 |
| Аргентина | 4 | 1 | 3 | 0 | 7  | 6  | +1 | 6 |
| Колумбія* | 4 | 1 | 3 | 0 | 4  | 3  | +1 | 6 |
| Еквадор   | 4 | 1 | 3 | 0 | 4  | 3  | +1 | 6 |
| Перу      | 4 | 0 | 0 | 4 | 3  | 8  | -5 | 0 |

(*) Колумбія кваліфікувалася до наступного раунду за результатами жеребкування.
| 2009-01-19 18:00 UTC−4:30 |

| Перу              | 1 – 2    | Еквадор       |
| ----------------- | -------- | ------------- |
| Баррос 28' (пен.) | Протокол | Рохас 4', 22' |

| Монументаль де Матурін, Матурін Глядачів: 30 000 Арбітр: Лібер Пруденте (Уругвай) |

| 2009-01-19 20:00 UTC−4:30 |

| Венесуела | 1 – 1    | Аргентина   |
| --------- | -------- | ----------- |
| Рондон 2' | Протокол | Сальвіо 23' |

| Монументаль де Матурін, Матурін Глядачів: 30 000 Арбітр: Енріке Оссес (Чилі) |

| 2009-01-21 18:00 UTC−4:30 |

| Колумбія   | 1 – 0    | Перу |
| ---------- | -------- | ---- |
| Cuesta 34' | Протокол |      |

| Монументаль де Матурін, Матурін Глядачів: 4 000 Арбітр: Хоакін Антекера (Болівія) |

| 2009-01-21 20:30 UTC−4:30 |

| Еквадор | 0 – 0    | Венесуела |
| ------- | -------- | --------- |
|         | Протокол |           |

| Монументаль де Матурін, Матурін Глядачів: 10 000 Арбітр: Антоніо Аріас (Парагвай) |

| 2009-01-23 18:00 UTC−4:30 |

| Еквадор | 0 – 0    | Колумбія |
| ------- | -------- | -------- |
|         | Протокол |          |

| Монументаль де Матурін, Матурін Арбітр: Салвіо Фагундес (Бразилія) |

| 2009-01-23 20:00 UTC−4:30 |

| Аргентина                  | 2 – 1    | Перу         |
| -------------------------- | -------- | ------------ |
| Крістальдо 25' Сальвіо 76' | Протокол | Трухільйо 3' |

| Монументаль де Матурін, Матурін Глядачів: 4 000 Арбітр: Лібер Пруденте (Уругвай) |

| 2009-01-25 16:00 UTC−4:30 |

| Колумбія      | 2 – 2    | Аргентина                |
| ------------- | -------- | ------------------------ |
| Перес 1', 23' | Протокол | Веласкес 35' Сальвіо 52' |

| Монументаль де Матурін, Матурін Глядачів: 5 000 Арбітр: Антоніо Аріас (Парагвай) |

| 2009-01-25 18:00 UTC−4:30 |

| Перу       | 1 – 3    | Венесуела                                  |
| ---------- | -------- | ------------------------------------------ |
| Баррос 83' | Протокол | Пенья 22' Камачо 51' Дель Валлє 87' (пен.) |

| Монументаль де Матурін, Матурін Глядачів: 15 000 Арбітр: Хоакін Антекера (Болівія) |

| 2009-01-27 18:00 UTC−4:30 |

| Аргентина            | 2 – 2    | Еквадор                |
| -------------------- | -------- | ---------------------- |
| Гайтан 32' Белья 79' | Протокол | Пінто 39' Анангоно 78' |

| Монументаль де Матурін, Матурін Глядачів: 2 000 Арбітр: Салвіо Фагундес (Бразилія) |

| 2009-01-27 20:00 UTC−4:30 |

| Венесуела  | 1 – 1    | Колумбія           |
| ---------- | -------- | ------------------ |
| Рондон 42' | Протокол | Насаріт 63' (пен.) |

| Монументаль де Матурін, Матурін Глядачів: 18,000 Арбітр: Енріке Оссес (Чилі) |

### Група B
| Збірна   | І | В | Н | П | ГЗ | ГП | РГ | О  |
| -------- | - | - | - | - | -- | -- | -- | -- |
| Уругвай  | 4 | 4 | 0 | 0 | 12 | 6  | +6 | 12 |
| Парагвай | 4 | 2 | 1 | 1 | 10 | 7  | +3 | 7  |
| Бразилія | 4 | 2 | 1 | 1 | 7  | 5  | +2 | 7  |
| Чилі     | 4 | 1 | 0 | 3 | 5  | 7  | -2 | 3  |
| Болівія  | 4 | 0 | 0 | 4 | 2  | 11 | -9 | 0  |

| 2009-01-20 18:00 UTC−4:30 |

| Болівія | 0 – 2    | Уругвай          |
| ------- | -------- | ---------------- |
|         | Протокол | Лодейро 53', 90' |

| Качамай, Сьюдад-Гуаяна Глядачів: 7 000 Арбітр: Хуан Сото (Венесуела) |

| 2009-01-20 20:00 UTC−4:30 |

| Бразилія  | 1 – 1    | Парагвай  |
| --------- | -------- | --------- |
| Валтер 8' | Протокол | Перес 78' |

| Качамай, Сьюдад-Гуаяна Глядачів: 15 000 Арбітр: Сауль Лаверні (Аргентина) |

| 2009-01-22 18:00 UTC−4:30 |

| Уругвай                        | 3 – 2    | Чилі                         |
| ------------------------------ | -------- | ---------------------------- |
| В'юдес 1' Пенья 41' Гарсія 70' | Протокол | Арангіс 6' Сагредо 9' (пен.) |

| Качамай, Сьюдад-Гуаяна Глядачів: 3 000 Арбітр: Вільмар Ролдан (Колумбія) |

| 2009-01-22 20:00 UTC−4:30 |

| Бразилія             | 2 – 1    | Болівія     |
| -------------------- | -------- | ----------- |
| Валтер 35' Талес 51' | Протокол | Кастедо 24' |

| Качамай, Сьюдад-Гуаяна Глядачів: 7 000 Арбітр: Жорж Баклі (Перу) |

| 2009-01-24 16:00 UTC−4:30 |

| Чилі          | 2 – 0    | Болівія |
| ------------- | -------- | ------- |
| Гомес 80' 85' | Протокол |         |

| Качамай, Сьюдад-Гуаяна Глядачів: 2 000 Арбітр: Карлос Вера (Еквадор) |

| 2009-01-24 18:00 UTC−4:30 |

| Парагвай                    | 2 – 4    | Уругвай                                             |
| --------------------------- | -------- | --------------------------------------------------- |
| Рамірес 21' Сантандер 90+2' | Протокол | Кабрера 52' Гарсія 54' Лодейро 77' Урретабіская 79' |

| Качамай, Сьюдад-Гуаяна Глядачів: 5 000 Арбітр: Сауль Лаверні (Аргентина) |

| 2009-01-26 18:00 UTC−4:30 |

| Болівія   | 1 – 5    | Парагвай                                      |
| --------- | -------- | --------------------------------------------- |
| Tudor 23' | Протокол | Крістальдо 8' Рамірес 21' 74' 84' Ортіс 90+1' |

| Качамай, Сьюдад-Гуаяна Глядачів: 1 000 Арбітр: Хуан Сото (Венесуела) |

| 2009-01-26 20:00 UTC−4:30 |

| Чилі | 0 – 2    | Бразилія                  |
| ---- | -------- | ------------------------- |
|      | Протокол | Дентіньйо 10' Майлсон 77' |

| Качамай, Сьюдад-Гуаяна Глядачів: 7 000 Арбітр: Вільмар Ролдан (Колумбія) |

| 2009-01-28 18:00 UTC−4:30 |

| Парагвай          | 2 – 1    | Чилі     |
| ----------------- | -------- | -------- |
| Сантандер 56' 58' | Протокол | Гомес 6' |

| Качамай, Сьюдад-Гуаяна Глядачів: 4 000 Арбітр: Жорж Баклі (Перу) |

| 2009-01-28 20:00 UTC−4:30 |

| Уругвай                      | 3 – 2    | Бразилія                         |
| ---------------------------- | -------- | -------------------------------- |
| Кордоба 22' Ернандес 69' 85' | Протокол | Дуглас Коста 34' Алан Кардек 64' |

| Качамай, Сьюдад-Гуаяна Глядачів: 9 000 Арбітр: Карлос Вера (Еквадор) |

## Фінальний етап
| Збірна    | І | В | Н | П | ГЗ | ГП | РГ | О  |
| --------- | - | - | - | - | -- | -- | -- | -- |
| Бразилія  | 5 | 4 | 0 | 1 | 10 | 4  | +6 | 12 |
| Парагвай  | 5 | 2 | 2 | 1 | 8  | 5  | +3 | 8  |
| Уругвай   | 5 | 2 | 1 | 2 | 9  | 10 | -1 | 7  |
| Венесуела | 5 | 2 | 1 | 2 | 6  | 9  | -3 | 7  |
| Колумбія  | 5 | 2 | 0 | 3 | 6  | 7  | -1 | 6  |
| Аргентина | 5 | 0 | 2 | 3 | 3  | 7  | -4 | 2  |

| 2009-01-31 16:00 UTC−4:30 |

| Аргентина      | 1 – 1    | Парагвай  |
| -------------- | -------- | --------- |
| Крістальдо 48' | Протокол | Перес 61' |

| Качамай, Сьюдад-Гуаяна Глядачів: 3 000 Арбітр: Вільмар Ролдан (Колумбія) |

| 2009-01-31 18:15 UTC−4:30 |

| Уругвай                   | 2 – 3    | Бразилія                        |
| ------------------------- | -------- | ------------------------------- |
| Гарсія 40' Ернандес 90+5' | Протокол | Валтер 20' 31' Дуглас Коста 78' |

| Качамай, Сьюдад-Гуаяна Глядачів: 8 000 Арбітр: Енріке Оссес (Чилі) |

| 2009-01-31 20:30 UTC−4:30 |

| Венесуела                           | 2 – 1    | Колумбія   |
| ----------------------------------- | -------- | ---------- |
| Дель Валлє 36' (пен.) Фернандес 61' | Протокол | Бланко 14' |

| Хосе Антоніо Ансоатегі, Пуерто-ла-Крус Глядачів: 15 000 Арбітр: Сауль Лаверні (Аргентина) |

| 2009-02-02 16:00 UTC−4:30 |

| Бразилія                           | 2 – 0    | Аргентина |
| ---------------------------------- | -------- | --------- |
| Алан Кардек 66' (пен.) Жуліано 86' | Протокол |           |

| Монументаль де Матурін, Матурін Глядачів: 1 000 Арбітр: Лібер Пруденте (Уругвай) |

| 2009-02-02 18:15 UTC−4:30 |

| Уругвай                     | 2 – 1    | Колумбія   |
| --------------------------- | -------- | ---------- |
| Агіррегарай 58' Чаркеро 78' | Протокол | Пертус 10' |

| Монументаль де Матурін, Матурін Глядачів: 3 000 Арбітр: Салвіо Фагундес (Бразилія) |

| 2009-02-02 20:30 UTC−4:30 |

| Парагвай                           | 3 – 0    | Венесуела |
| ---------------------------------- | -------- | --------- |
| Сантандер 6' Перес 67' Рамірес 85' | Протокол |           |

| Хосе Антоніо Ансоатегі, Пуерто-ла-Крус Глядачів: 12 000 Арбітр: Карлос Вера (Еквадор) |

| 2009-02-04 16:00 UTC−4:30 |

| Колумбія                      | 2 – 1    | Парагвай  |
| ----------------------------- | -------- | --------- |
| Пертус 1' Карденас 17' (пен.) | Протокол | Перес 48' |

| Хосе Антоніо Ансоатегі, Пуерто-ла-Крус Глядачів: 500 Арбітр: Жорж Баклі (Перу) |

| 2009-02-04 18:15 UTC−4:30 |

| Аргентина   | 1 – 2    | Уругвай                       |
| ----------- | -------- | ----------------------------- |
| Сальвіо 85' | Протокол | Урретабіская 71' Ернандес 77' |

| Хосе Антоніо Ансоатегі, Пуерто-ла-Крус Глядачів: 5 000 Арбітр: Карлос Вера (Еквадор) |

| 2009-02-04 20:30 UTC−4:30 |

| Венесуела | 0 – 3    | Бразилія                           |
| --------- | -------- | ---------------------------------- |
|           | Протокол | Майлсон 35' Жуліано 46' Сандро 57' |

| Хосе Антоніо Ансоатегі, Пуерто-ла-Крус Глядачів: 22 000 Арбітр: Антоніо Аріас (Парагвай) |

| 2009-02-06 16:00 UTC−4:30 |

| Колумбія          | 1 – 2    | Бразилія                    |
| ----------------- | -------- | --------------------------- |
| Пертус 73' (пен.) | Протокол | Валтер 31' Дуглас Коста 35' |

| Хосе Антоніо Ансоатегі, Пуерто-ла-Крус Глядачів: 1 000 Арбітр: Карлос Вера (Еквадор) |

| 2009-02-06 18:15 UTC−4:30 |

| Уругвай                       | 2 – 2    | Парагвай         |
| ----------------------------- | -------- | ---------------- |
| Урретабіская 13' Ернандес 74' | Протокол | Паніагуа 15' 34' |

| Хосе Антоніо Ансоатегі, Пуерто-ла-Крус Глядачів: 5 000 Арбітр: Хоакін Антекера (Болівія) |

| 2009-02-06 20:30 UTC−4:30 |

| Венесуела  | 1 – 1    | Аргентина     |
| ---------- | -------- | ------------- |
| Рондон 81' | Протокол | Бенітес 90+3' |

| Хосе Антоніо Ансоатегі, Пуерто-ла-Крус Глядачів: 10 000 Арбітр: Жорж Баклі (Перу) |

| 2009-02-08 16:00 UTC−4:30 |

| Аргентина | 0 – 1    | Колумбія |
| --------- | -------- | -------- |
|           | Протокол | Чара 65' |

| Хосе Антоніо Ансоатегі, Пуерто-ла-Крус Глядачів: 5 000 Арбітр: Хоакін Антекера (Болівія) |

| 2009-02-08 18:15 UTC−4:30 |

| Венесуела                              | 3 – 1    | Уругвай    |
| -------------------------------------- | -------- | ---------- |
| Веласкес 14' Пенья 54' (аг) Акоста 69' | Протокол | Гарсія 45' |

| Хосе Антоніо Ансоатегі, Пуерто-ла-Крус Глядачів: 15 000 Арбітр: Салвіо Фагундес (Бразилія) |

| 2009-02-08 20:30 UTC−4:30 |

| Парагвай  | 1 – 0    | Бразилія |
| --------- | -------- | -------- |
| Перес 56' | Протокол |          |

| Хосе Антоніо Ансоатегі, Пуерто-ла-Крус Глядачів: 3 000 Арбітр: Жорж Баклі (Peru) |

## Статистика

### Переможець
| Молодіжний чемпіонат Південної Америки з футболу 2009 |
| ----------------------------------------------------- |
| Бразилія 10 титул                                     |

### Підсумкова таблиця
| Місце | Збірна    | Г | О  | І | В | Н | П | ГЗ | ГП | РГ |
| ----- | --------- | - | -- | - | - | - | - | -- | -- | -- |
| 1     | Бразилія  | B | 19 | 9 | 6 | 1 | 2 | 17 | 9  | +8 |
| 2     | Парагвай  | B | 15 | 9 | 4 | 3 | 2 | 18 | 12 | +7 |
| 3     | Уругвай   | B | 19 | 9 | 6 | 1 | 2 | 21 | 16 | +5 |
| 4     | Венесуела | A | 13 | 9 | 3 | 4 | 2 | 11 | 12 | -1 |
| 5     | Колумбія  | A | 12 | 9 | 3 | 3 | 3 | 7  | 10 | -3 |
| 6     | Аргентина | A | 8  | 9 | 1 | 5 | 3 | 10 | 14 | -4 |
| 7     | Еквадор   | A | 6  | 4 | 1 | 3 | 0 | 4  | 3  | +1 |
| 8     | Чилі      | B | 3  | 4 | 1 | 0 | 3 | 5  | 7  | -2 |
| 9     | Перу      | A | 0  | 4 | 0 | 0 | 4 | 3  | 8  | -5 |
| 10    | Болівія   | B | 0  | 4 | 0 | 0 | 4 | 2  | 11 | -9 |

### Найкращі бомбардири
| 5 голів - Валтер - Робін Рамірес - Ернан Перес - Абель Ернандес 4 голи - Едуардо Сальвіо - Федеріко Сантандер 3 голи - Дуглас Коста - Саломон Рондон - Ернан Пертус - Сантьяго Гарсія - Ніколас Лодейро - Хонатан Урретабіская - Маурісіо Гомес | 2 голи - Хонатан Крістальдо - Жуліано - Алан Кардек - Майлсон - Йонатан Дель Валлє - Хоао Рохас - Марко Перес - Альдо Паніагуа - Хуан Хосе Баррос 1 гол - Іван Белья - Марсело Бенітес - Леандро Веласкес - Крістіан Гайтан - Хеанамед Кастедо - Ніколас Тудор | - Дентіньйо - Сандро - Талес - Рафаель Акоста - Хосе Веласкес - Пабло Камачо - Анхело Пенья - Карлос Енріке Фернандес - Елькін Бланко - Шерман Карденас - Яміт Куеста - Крістіан Насаріт - Рікардо Чара - Хуан Анангоно - Джефферсон Пінто - Густаво Крістальдо - Сельсо Ортіс | - Луїс Трухільйо - Матіас Агіррегарай - Табаре В'юдес - Леандро Кабрера - Максиміліано Кордоба - Агустін Пенья - Марсело Андрес Сільва - Хонатан Чаркеро - Боріс Сагредо - Чарлес Арангіс Автогол - Агустін Пенья (проти Венесуели) |